# John W. Bricker
John W. Bricker (Mount Sterling, 1893. szeptember 6. – Columbus, 1986. március 22.) az Amerikai Egyesült Államok szenátora (Ohio, 1947–1959).